# ۱۹۴ (پیش از میلاد)
۱۹۴ (پیش از میلاد) ۱۹۴مین سال قبل از تقویم میلادی است.